# Robert Oubron
Robert Oubron, né le 18 avril 1913 à Goussainville et mort le 7 février 1989 au 11e arrondissement de Paris, est un coureur cycliste français. Le Palais des sports de Créteil porte son nom.
Il a notamment remporté cinq fois le championnat de France de cyclo-cross et quatre fois le critérium international de cyclo-cross (championnat du monde officieux).
Après sa carrière de cycliste, il est devenu directeur national au sein de la Fédération française de cyclisme [1].
Robert Oubron est enterré au cimetière Nord de Saint-Mandé.

## Palmarès sur route

### Par années
- 1934
  - Paris-La Ferté-Saint-Aubin
  - 2e du Grand Prix cycliste de L'Humanité
- 1936
  - 2e du G.P de la Somme
- 1937
  - 5e étape du Grand Prix Wolber
  - 4e étape du Circuit de l'Ouest
  - 2e du Circuit de l'Ouest
  - 2e du Grand Prix de Plouay
  - 3e de Vire-Cherbourg-Vire
- 1938
  - 7e de Bordeaux-Paris
- 1939
  - Tour de Corrèze
  - 1re étape du Circuit de l'Ouest
  - 2e de Bordeaux-Angoulême
  - 2e du Circuit de Chalais
  - 3e du Circuit des Vosges
  - 6e du Tour d'Allemagne
- 1941
  - 3e de Paris-Caen
  - 3e de Paris-Alençon

### Résultats sur le Tour de France
2 participations
- 1937 : 20e
- 1938 : 41e

## Palmarès sur piste
- 1940
  - 3e du championnat de France de demi-fond
- 1946
  - Derby franco-suisse
- 1947
  - Derby franco-suisse
- 1949
  - 2e des Six jours de Munich (avec Gilbert Doré)

## Palmarès en cyclo-cross
| - 1936 - 2e du Critérium international de cyclo-cross - 3e du championnat de France de cyclo-cross - 1937 - Champion de Paris de cyclo-cross - Critérium international de cyclo-cross - 2e du championnat de France de cyclo-cross - 1938 - Critérium international de cyclo-cross - 1939 - 3e du championnat de Paris de cyclo-cross - 1941 - Champion de France de cyclo-cross - Champion d'Île-de-France de cyclo-cross - Critérium international de cyclo-cross - 1942 - Champion de France de cyclo-cross - Champion d'Île-de-France de cyclo-cross - Critérium international de cyclo-cross | - 1943 - Champion de France de cyclo-cross - Champion d'Île-de-France de cyclo-cross - 1944 - Champion de France de cyclo-cross - Champion d'Île-de-France de cyclo-cross - 1945 - Champion d'Île-de-France de cyclo-cross - 1946 - Champion de France de cyclo-cross - Champion d'Île-de-France de cyclo-cross - 1948 - Champion d'Île-de-France de cyclo-cross - 2e du Critérium international de cyclo-cross - 3e du championnat de France de cyclo-cross - 1949 - 3e du championnat de France de cyclo-cross |  |